# تصفيات أمريكا الشمالية لكأس العالم 2010 – الدور الرابع

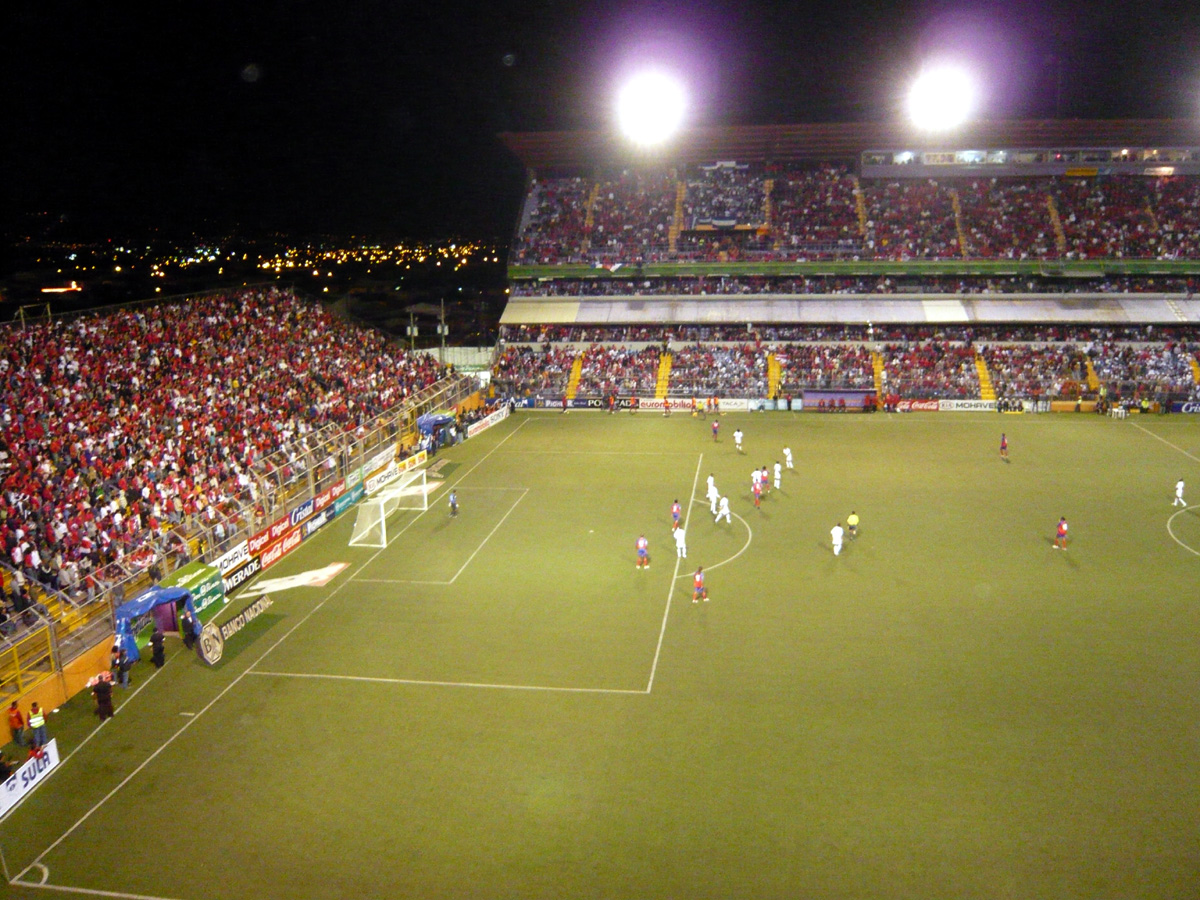

هذه الصفحة تقدم ملخصات مباريات الدور الرابع من تصفيات أمريكا الشمالية المؤهلة إلى بطولة كأس العالم لكرة القدم 2010 في جنوب أفريقيا حيث يتنافس أبطال ووصفاء المجموعات الثلاث في الدور الثالث فيما بينهم.

## الطريقة
في هذا الدور أصحاب المركز الأول والثاني في المجموعات الثلاث في الدور الثالث يلعبون فيما بينهم بنظام الدوري الكامل. المنتخبات التي ستحتل المراكز الثلاث الأولى ستتأهل إلى بطولة كأس العالم مباشرة بينما سيخوض صاحب المركز الرابع دور ملحق من ذهاب وإياب مع صاحب المركز الخامس في تصفيات أمريكا الجنوبية.

## الترتيب
| الفريق           | لعب | فاز | تعادل | خسر | له | عليه | +\- | النقاط |
| ---------------- | --- | --- | ----- | --- | -- | ---- | --- | ------ |
| الولايات المتحدة | 10  | 6   | 2     | 2   | 19 | 13   | 6+  | 20     |
| المكسيك          | 10  | 6   | 1     | 3   | 18 | 12   | 6+  | 19     |
| هندوراس          | 10  | 5   | 1     | 4   | 17 | 11   | 6+  | 16     |
| كوستاريكا        | 10  | 5   | 1     | 4   | 15 | 15   | 0   | 16     |
| السلفادور        | 10  | 2   | 2     | 6   | 9  | 15   | 6–  | 8      |
| ترينيداد وتوباغو | 10  | 1   | 3     | 6   | 10 | 22   | 12– | 6      |

- تأهلت الولايات المتحدة، المكسيك، وهندوراس إلى بطولة كأس العالم.
- تأهلت كوستاريكا إلى الملحق القاري.

## النتائج
أجريت القرعة في جوهانسبورغ، جنوب أفريقيا في 22 نوفمبر 2008.
| الولايات المتحدة          | 2 – 0   | المكسيك |
| ------------------------- | ------- | ------- |
| ميكائيل برادلي 43'، 90+2' | التقرير |         |

| السلفادور                | 2 – 2   | ترينيداد وتوباغو                               |
| ------------------------ | ------- | ---------------------------------------------- |
| أوسايل روميرو 82'، 90+3' | التقرير | كارلوس إدواردز 7' · دوايت يورك 26' (ركلة جزاء) |

| كوستاريكا             | 2 – 0   | هندوراس |
| --------------------- | ------- | ------- |
| أندي فورتادو 48'، 59' | التقرير |         |

| المكسيك                                    | 2 – 0   | كوستاريكا |
| ------------------------------------------ | ------- | --------- |
| عمر برافو 20' · بافل باردو 52' (ركلة جزاء) | التقرير |           |

| ترينيداد وتوباغو  | 1 – 1   | هندوراس          |
| ----------------- | ------- | ---------------- |
| كاليم هايلاند 90' | التقرير | كارلوس بافون 51' |

| السلفادور                                      | 2 – 2   | الولايات المتحدة                     |
| ---------------------------------------------- | ------- | ------------------------------------ |
| إيليسيو كوينتانايلا 15' · كريستيان كاستيلو 72' | التقرير | جوزي ألتيدور 77' · فرانكي هايدوك 88' |

| الولايات المتحدة           | 3 – 0   | ترينيداد وتوباغو |
| -------------------------- | ------- | ---------------- |
| جوزي ألتيدور 13'، 71'، 89' | التقرير |                  |

| هندوراس                                  | 3 – 1   | المكسيك                      |
| ---------------------------------------- | ------- | ---------------------------- |
| كارلو كوستلي 17'، 79' · كارلوس بافون 43' | التقرير | نيري كاستيلو 82' (ركلة جزاء) |

| كوستاريكا         | 1 – 0   | السلفادور |
| ----------------- | ------- | --------- |
| والتر سينتينو 69' | التقرير |           |

| كوستاريكا                                                        | 3 – 1   | الولايات المتحدة                 |
| ---------------------------------------------------------------- | ------- | -------------------------------- |
| ألفارو سابوريو 2' · سيلسو بورخيس 13' · بابلو هيريرا بارانتيس 68' | التقرير | لاندون دونوفان 90+2' (ركلة جزاء) |

| ترينيداد وتوباغو                      | 2 – 3   | كوستاريكا                                  |
| ------------------------------------- | ------- | ------------------------------------------ |
| كارلوس إدواردز 29' · كولين صامويل 63' | التقرير | ألفارو سابوريو 40' · سيلسو بورخيس 52'، 68' |

| الولايات المتحدة                                      | 2 – 1   | هندوراس         |
| ----------------------------------------------------- | ------- | --------------- |
| لاندون دونوفان 43' (ركلة جزاء) · كارلوس بوكانيغرا 68' | التقرير | كارلو كوستلي 5' |

| السلفادور                                                       | 2 – 1   | المكسيك                         |
| --------------------------------------------------------------- | ------- | ------------------------------- |
| خوليو إنريكي مارتينيز 11' · إيليسيو كوينتانايلا 86' (ركلة جزاء) | التقرير | كواتيموك بلانكو 71' (ركلة جزاء) |

| هندوراس          | 1 – 0   | السلفادور |
| ---------------- | ------- | --------- |
| كارلوس بافون 13' | التقرير |           |

| المكسيك                             | 2 – 1   | ترينيداد وتوباغو  |
| ----------------------------------- | ------- | ----------------- |
| غييرمو فرانكو 2' · أوسكار روخاس 48' | التقرير | هايدن تينتو 45+1' |

| المكسيك                             | 2 – 1   | الولايات المتحدة |
| ----------------------------------- | ------- | ---------------- |
| إسرائيل كاسترو 19' · ميجيل صباح 82' | التقرير | تشارلي ديفيز 9'  |

| ترينيداد وتوباغو | 1 – 0   | السلفادور |
| ---------------- | ------- | --------- |
| كورنيل غلين 7'   | التقرير |           |

| هندوراس                                                           | 4 – 0   | كوستاريكا |
| ----------------------------------------------------------------- | ------- | --------- |
| كارلو كوستلي 30'، 90+2' · كارلوس بافون 51' · ميلفين فالاداريس 89' | التقرير |           |

| الولايات المتحدة                      | 2 – 1   | السلفادور            |
| ------------------------------------- | ------- | -------------------- |
| كلينت ديمبسي 41' · جوزي ألتيدور 45+2' | التقرير | كريستيان كاستيلو 31' |

| هندوراس                                                   | 4 – 1   | ترينيداد وتوباغو |
| --------------------------------------------------------- | ------- | ---------------- |
| كارلوس بافون 20'، 28' · أمادو غيفارا 62' · ديفد سوازو 83' | التقرير | كيري بابتيست 86' |

| كوستاريكا | 0 – 3   | المكسيك                                                            |
| --------- | ------- | ------------------------------------------------------------------ |
|           | التقرير | جيوفاني دوس سانتوس 45+1' · غييرمو فرانكو 62' · أندريس غواردادو 71' |

| ترينيداد وتوباغو | 0 – 1   | الولايات المتحدة  |
| ---------------- | ------- | ----------------- |
|                  | التقرير | ريكاردو كلارك 61' |

| السلفادور           | 1 – 0   | كوستاريكا |
| ------------------- | ------- | --------- |
| روديس كوراليس 90+1' | التقرير |           |

| المكسيك                         | 1 – 0   | هندوراس |
| ------------------------------- | ------- | ------- |
| كواتيموك بلانكو 76' (ركلة جزاء) | التقرير |         |

| المكسيك                                                                                     | 4 – 1   | السلفادور                 |
| ------------------------------------------------------------------------------------------- | ------- | ------------------------- |
| مارفن غونزاليس 25' (بالخطأ) · كواتيموك بلانكو 71' · فرانسيسكو بالنسيا 85' · كارلوس فيلا 90' | التقرير | خوليو إنريكي مارتينيز 89' |

| كوستاريكا                                                              | 4 – 0   | ترينيداد وتوباغو |
| ---------------------------------------------------------------------- | ------- | ---------------- |
| جوليوس جيمس 26' (بالخطأ) · والتر سينتينو 51' · ألفارو سابوريو 61'، 64' | التقرير |                  |

| هندوراس                      | 2 – 3   | الولايات المتحدة                         |
| ---------------------------- | ------- | ---------------------------------------- |
| خوليو سيزار دي ليون 47'، 78' | التقرير | كونور كيسي 50'، 66' · لاندون دونوفان 71' |

| السلفادور | 0 – 1   | هندوراس          |
| --------- | ------- | ---------------- |
|           | التقرير | كارلوس بافون 64' |

| ترينيداد وتوباغو                  | 2 – 2   | المكسيك                                 |
| --------------------------------- | ------- | --------------------------------------- |
| كيري بابتيست 23' (ركلة جزاء)، 61' | التقرير | إنريكي إسكويدا 57' · كارلوس سالسيدو 65' |

| الولايات المتحدة                           | 2 – 2   | كوستاريكا            |
| ------------------------------------------ | ------- | -------------------- |
| ميكائيل برادلي 71' · جوناثان برينستن 90+4' | التقرير | برايان رويز 20'، 23' |